# Wanda Sykes
Pour les articles homonymes, voir Sykes.
Wanda Sykes [ˈwɒndə saɪks] est une humoriste, actrice, scénariste et productrice américaine née le 7 mars 1964 à Portsmouth (Virginie). Elle est connue pour ses commentaires comiques sur l'actualité, sur les différences entre les sexes et les races et sur la condition humaine. Comme actrice, elle est connue pour son rôle de Barb dans Old Christine. En 2004, Entertainment Weekly l'a citée dans sa liste des vingt-cinq personnes les plus drôles d'Amérique.

## Biographie

### Vie privée
Sykes a été mariée, de 1991 à 1998, au producteur Dave Hall.
En novembre 2008, elle s'est déclaré publiquement lesbienne lors d'un rassemblement pour le mariage homosexuel à Las Vegas.
Sykes a épousé en décembre 2008, soit un mois plus tard, sa compagne, Alex, qu'elle a rencontrée en 2006. Elles ont deux enfants.

## Filmographie

### comme actrice
- 1997-2000 : The Chris Rock Show (en) (série télévisée) : Plusieurs personnages
- 1998 : Tomorrow Night (en) de Louis C.K. : Wanda
- 1999 : Best of Chris Rock (TV) : Plusieurs personnages
- 2000 : La Famille foldingue (Nutty Professor II: The Klumps) de Peter Segal : Chantal
- 2001 : Les Pieds sur terre (Down to Earth) de Chris Weitz et Paul Weitz : Wanda
- 2001 : Pootie Tang de Louis C.K. : Biggie Shorty
- 2001 : The Downer Channel (en) (série télévisée) : Plusieurs personnages
- 2003 : MTV: Reloaded (TV)
- 2004 : Wanda Does It (en) (série télévisée) : Wanda
- 2005 : Sa mère ou moi ! (Monster-in-Law) de Robert Luketic : Ruby
- 2005 : New Year's Eve with Carson Daly (TV) : Guest
- 2006 : Ma super ex (My Super Ex-Girlfriend) de Ivan Reitman : Carla
- 2006 : The Adventures of Brer Rabbit (vidéo) de Byron Vaughns : Sister Moon (voix)
- 2006 : Nos voisins, les hommes (Over the Hedge) de Tim Johnson et Karey Kirkpatrick : Stella (voix)
- 2006 : La Ferme en folie (Barnyard) de Steve Oedekerk : Bessy (voix)
- 2006 : Clerks 2 de Kevin Smith : la femme
- 2006 : Frère des ours 2 (Brother Bear 2) (vidéo) de Ben Gluck : Innoko (voix)
- 2007 : Evan tout-puissant (Evan Almighty) (vidéo) de Tom Shadyac : Rita
- 2012 : L'Âge de glace 4 : La Dérive des continents (Ice Age: Continental Drift) de Steve Martino et Mike Thurmeier : Mémé (voix)
- 2013 : The Hot Flashes (en) de Susan Seidelman : Florine Clarkston
- 2016 : L'Âge de glace : Les Lois de l'Univers (Ice Age: Collision Course) de Mike Thurmeier et Galen Tan Chu : Mémé (voix)
- 2016 : Bad Moms de Jon Lucas et Scott Moore (en) : Dr Karl
- 2017 : Larguées (Snatched) de Jonathan Levine : Ruth
- 2017 : Bad Moms 2 (A Bad Moms Christmas) de Jon Lucas et Scott Moore (en) : Dr Karl
- 2018 : Hurricane Bianca 2 : From Russia with Hate (en) de Matt Kugelman : gardienne de prison
- 2019 : UglyDolls de Kelly Asbury : Wage (voix)
- 2019 : L'Année des mariages (The Wedding Year) de Robert Luketic : Janet/Grandma
- à partir de 2019 : Harley Quinn : Tsaritsa / la Reine des Fables (voix)
- à partir de 2021 : La Famille Upshaw (The Upshaws) : Lucretia Turner
- 2023-2024 : Star Wars: The Bad Batch : Phee Genoa (voix)
- 2024 : Saving Bikini Bottom: The Sandy Cheeks Movie : Sue Nahmee[4]

### comme scénariste
- 1998 : Comedy Central Presents: Wanda Sykes-Hall (TV)
- 2001 : Best of Chris Rock: Volume 2 (vidéo)
- 2003 : Wanda Sykes: Tongue Untied (en) (vidéo)
- 2004 : Wanda Does It (en) (série télévisée)

### comme productrice
- 2003 : Wanda at Large (en) (série télévisée)
- à partir de 2021 : La Famille Upshaw (série télévisée)